# Sagenweg Sagenhaftes Wölzertal
Der Sagenweg „Sagenhaftes Wölzertal“ ist ein Rundwanderweg, welcher sich den Sagen um die Stadt Oberwölz widmet.

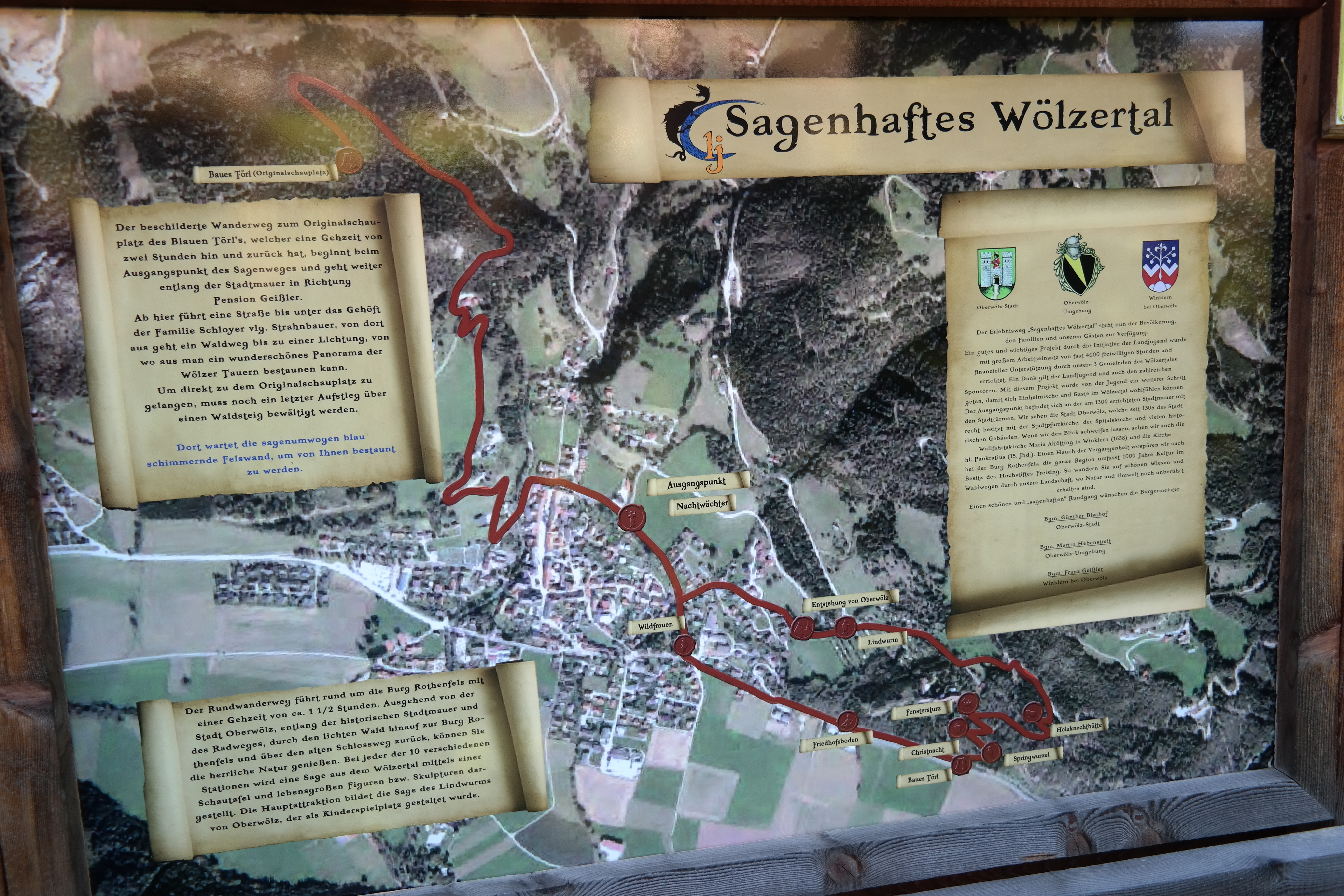
Lageplan des Sagenweges „Sagenhaftes Wölzertal“

## Geschichte
Der Sagenweg der Landjugend Oberwölz entstand im Zuge des Projektes „Sagenhaftes Wölzertal“ und wurde von der Landjugend Oberwölz geplant und auch gestaltet. Das Projekt begann 2008, der Sagenweg wurde 2009 eröffnet. Die Landjugend Oberwölz wurde für das Projekt in den Jahren 2009 und 2010 ausgezeichnet. Der Rundwanderweg erstreckt sich über eine Gesamtlänge von 4,5 km (375 m Höhenunterschied) und verbindet 11 verschiedene Stationen. Die einzelnen Stationen erzählen mittels Skulpturen, Bildern und Texten verschiedene Sagen aus der Oberwölzer Region.

## Stationen
Die einzelnen Stationen sind  frei zugänglich, einige der Skulpturen sind in den Wintermonaten jedoch nicht zu besichtigen.

### Nachtwächter (Ausgangspunkt)
Der Ausgangspunkt zum Sagenweg befindet sich an der Nordseite der Oberwölzer Stadtmauer in einem kleinen Park.

#### Die Nachtwächter-Geschichte

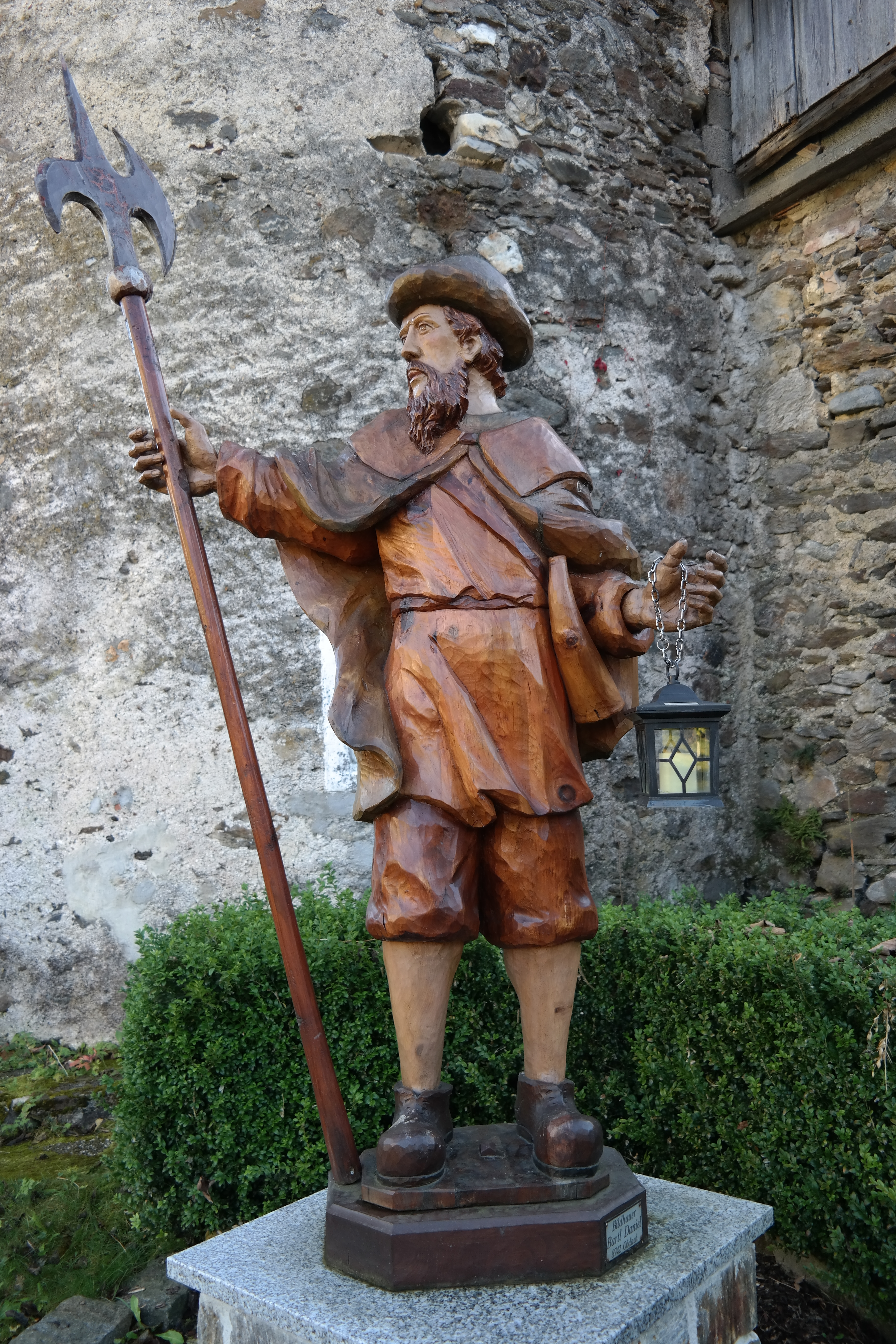
Nachtwächter – Station des Rundwanderweges „Sagenhaftes Wölzertal“

Die Aufgabe des Nachtwächters war es die Stunden abzuschreien. So musste dieser am Abend, im Sommer um 22:45 Uhr und im Winter um 21:45 Uhr, jedes Mal eine Viertelstunde lang, die sogenannte Lumpenglocke im Turm der Stadtpfarrkirche läuten. Daraufhin mussten die Lumpen nach Hause eilen. Der Nachtwächter musste auch darüber wachen, dass nach dieser Zeit in keinem Hause mehr Licht brannte. Da die meisten Häuser aus Holz gebaut und mit Schindeln oder Stroh gedeckt waren und es meist nur offene Feuerstätten und Kerzen als Beleuchtung gab, war Feuergefahr überaus groß. Auch die Einhaltung von Verordnungen, z. B.: Sperrstunden in den Gaststätten, mussten vom Nachtwächter überwacht werden.
Überlieferungen zufolge soll der Nachtwächter seine nächtlichen Kontrollgänge durch die Gassen der Stadt Oberwölz mit diesem lustigen Lied gemacht haben:
Hört's, ihr Herren, und lasst's euch sag'n, der Hammer, der hat Neune g'schlag'n,

kein braver Mann bleibt länger aus, denn Frau und Kinder warten z'Haus,

ein kleines Nachtmahl, dann ins Nest, fruh bei der Arbeit ist das Pest’

Hat Neune g'schlag'n

Hört's, ihr Herren, und lasst's euch sag'n, der Hammer, der hat Zehne g'schlag'n,

mit gute Freund' und g'scheite Herrn verplaudert man sich gar so gern,

nur manchmal schweigt das Weib dazu. Jetzt Marsch nach Haus und gebt's ein Ruh'.

Hat Zehne g'schlag'n

Hört's, ihr Herren, und lasst's euch sag'n, der Hammer, der hat Elfe g'schlag'n,

jetzt steigt der Wein schon ins Gehirn, man hört nur schrei'n und disputier'n

nur gleich nach Haus im Hundetrab, dert setzt's ein Brummelsuppen ab.

Hat Elfe g'schlag'n

Hört's, ihr Herren, und lasst's euch sag'n, der Hammer, der hat Zwölfe g'schlag'n,

"Ist das zum z'Haus geh'n wohl ein Stund'? Wo bist du g'wesn, du Lumpenhund?

Versaufst das Geld, als hätt'st du 's g'stohln! Ich lass dich mit der Wacht nach hol'n."

Hat Zwölfe g'schlag'n

Hört's, ihr Herren, und lasst's euch sag'n, der Hammer, der hat ein Uhr g'schlag'n,

der Eine singt, der Andre schlaft, die Andern trinken Bruderschaft.

Ihr Lumpen, geht und macht zu Haus aus ein paar Watschen euch nichts draus!

Hat ein Uhr g'schlag'n

Hört's, ihr Herren, und lasst's euch sag'n, der Hammer, der hat zwei Uhr g'schlag'n,

die Rechten sitzen itzt beinand, sie halten's Lumpen für kein' Schand.

"Ein Lump bin ich, bist du, ist er, drum bringt's noch mehr zum Trinken her."

Hat zwei Uhr g'schlag'n

Hört's, ihr Herren, und lasst's euch sag'n, der Hammer, der hat drei Uhr gschlag'n,

die Frau, die schließt das Zimmer zu, der Mann der pflegt im Stall sein Ruh'.

Schlaf zu! Wer schwelgt in später Stund', der kommt noch sicher auf den Hund.

Hat drei Uhr g'schlag'n
Um vier Uhr ruft der Wächter nicht mehr aus, da liegt er selbst schon im Bett zu Haus.

### Entstehung von Oberwölz
Nahe dem Schloss Rothenfels befindet sich die zweite Station des Sagenwegs. Sie erzählt die Geschichte zur Entstehung von Oberwölz und bietet einen schönen Ausblick über die Stadt Oberwölz.

#### Die Sage zur Entstehung von Oberwölz

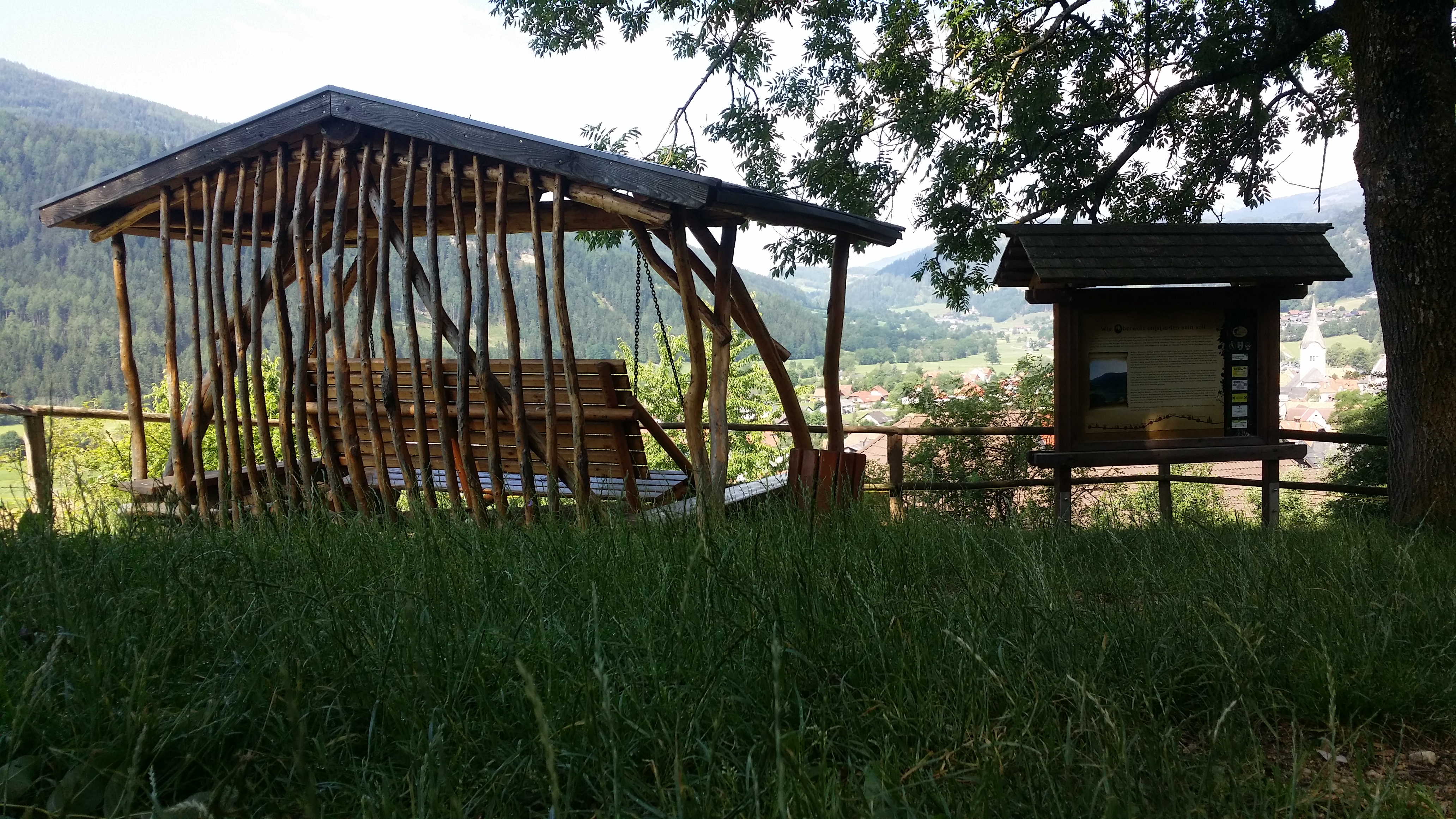
Entstehung von Oberwölz – Station des Rundwanderweges „Sagenhaftes Wölzertal“

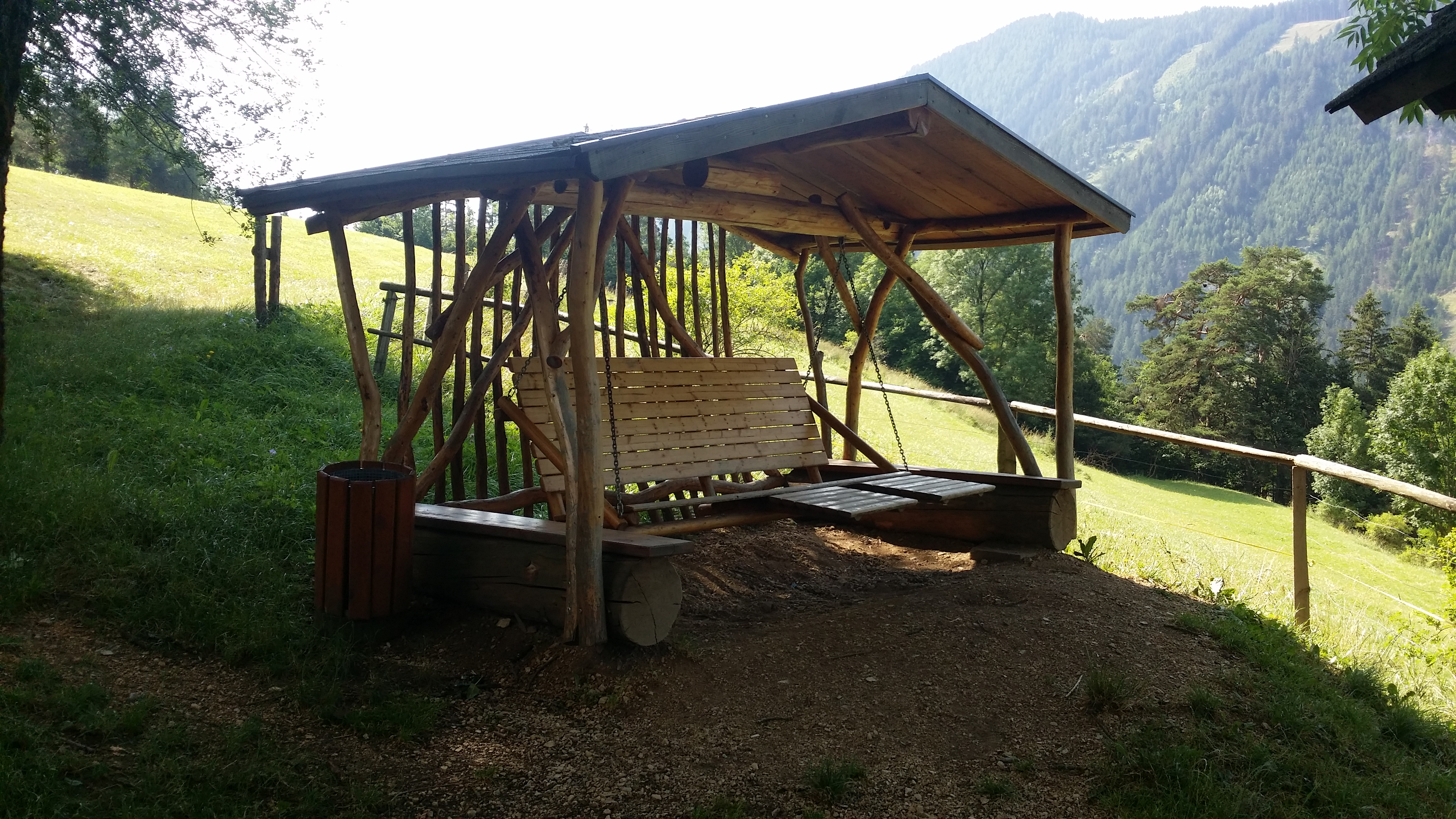
Entstehung von Oberwölz – Station des Rundwanderweges „Sagenhaftes Wölzertal“

Das ganze Wölzertal soll einst ein großer Urwald gewesen sein. Dieser Urwald wurde von Slawen, die sich hier ansiedelten, gelichtet und der Boden von ihnen urbar gemacht. Unter dem Schloss Rothenfels und an der Stätte des heutigen Städtchens Oberwölz soll früher ein großer See gewesen sein, der sich von der Tratten bis zum Kammersberg ausdehnte. Dieser wurde ebenfalls von den Slawen trockengelegt und nur ein kleiner Weiher, der sich heute noch unter dem Schloss in der Mitte der Talweite befindet, wurde von ihnen übrig gelassen.
Auf den Höhen der Gebirge wohnten damals Jäger, welche nicht nur Rotwild, sondern auch auf Luchse, Bären, Wölfe usw. Jagd machten. Im Sommer weidete das Vieh der Hirten, von den umliegenden Ortschaften, auf den Almen in Schöttl sowie auch auf der Langalm. Die Slawen legten einen Saumweg über das Glattjoch an und stellten so eine Verbindung des oberen Mur-, bzw. des Wölzertales mit dem Ennstal her. Aus dem Ennstal wurden damals Salz- und Eisenwaren herübergesäumt. Noch heute befinden sich auf der Höhe des Glattjoch Steinkreise, welche von der Bevölkerung als heidnische Friedhöfe bezeichnet werden, wo die auf diesem Weg verunglückten Säumer einst begraben worden sein sollten.
Die Überreste des ehemaligen hochfürstlichen Freising'schen Amtshofes, der eines der ältesten Gebäude in der Stadt Oberwölz sein soll, wird gegenwärtig als Wirtschaftsgebäude genutzt. Dieses Gebäude diente früher als eine große Stallung, in der die Saumtiere eingestellt wurden. Um dieses Gebäude wurden allmählich andere errichtet und so entstand die slawische Ansiedlung Wölz. Im Unterschiede zu Niederwölz (= die Ortschaft Wölz in der Niederung), wo ebenfalls ursprünglich eine solche Säumerstallung bestanden haben soll, wurde Wölz später Oberwölz genannt.
Der starke Verkehr auf diesem Säumerstraßenzug, wie auch ein reich gesegneter und mit Glück betriebener Bergbau auf edle Metalle, der im Schöttelgraben bestanden haben soll, zogen schnell eine zahlreiche Bevölkerung und großen Reichtum nach sich. Dadurch erlebte der Ort Oberwölz einen großen Aufschwung und wurde zur Stadt erhoben. Noch wird in Oberwölz eine Gasse die Schmalzgasse (vormals Schmelzgasse) genannt, in der einst Silberschmelzöfen gestanden sein sollen und von denen man noch vor einigen Jahrzehnten Überreste gefunden hat.
Zu damaliger Zeit soll das Städtchen Oberwölz eine weit größere Ausdehnung als jetzt gehabt und bis zur „Schütt“ gereicht haben.

### Lindwurm
Die Station zur Sage um den Lindwurm bildet den Mittelpunkt des Sagenweges und befindet sich unweit der Station zur Entstehung von Oberwölz. Ein Kinderspielplatz in Form eines Lindwurms ist die zentrale Skulptur dieser Station.

#### Die Lindwurm-Sage

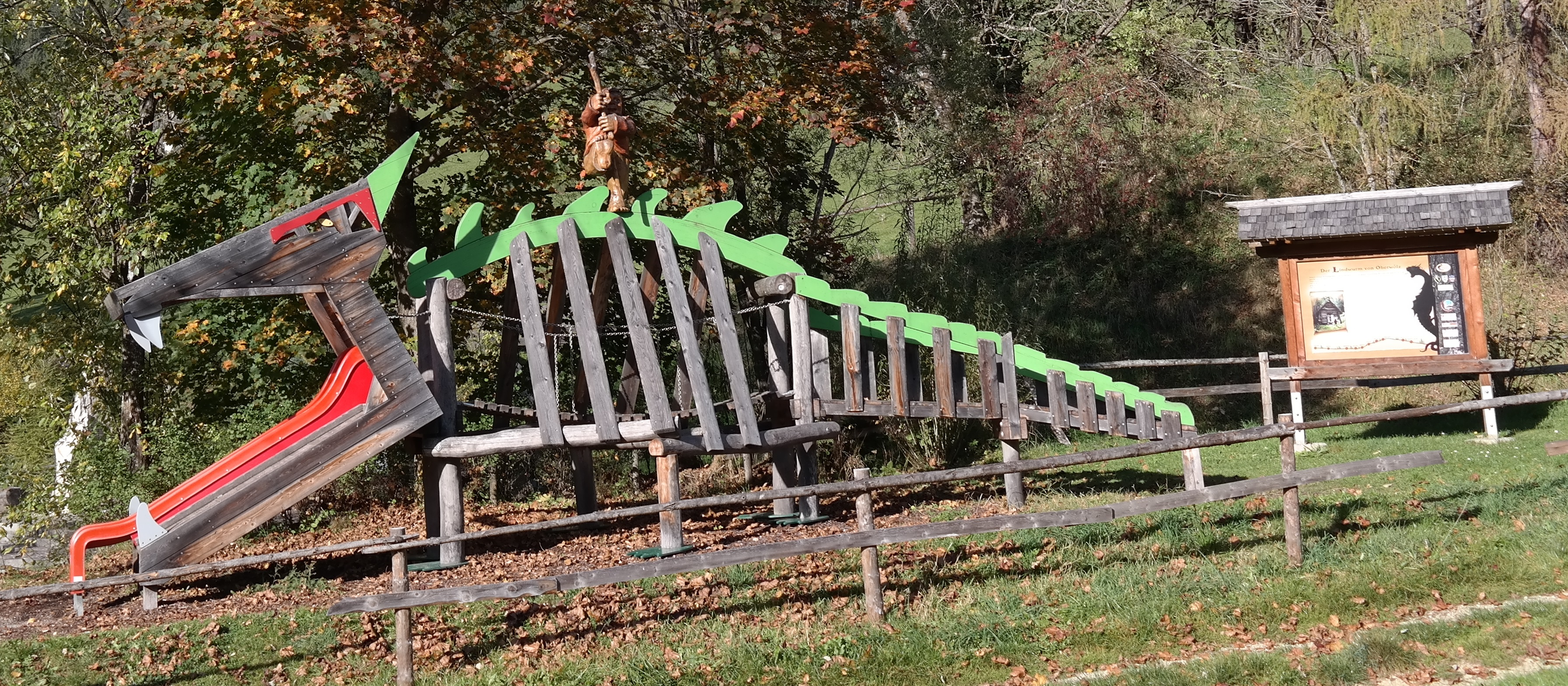
Lindwurm – Station des Rundwanderweges „Sagenhaftes Wölzertal“

Einst erschien im Schöttlgraben zur Verwunderung der Leute ein kleines, rot gekleidetes Männchen mit kupferfarbigem Angesicht; niemand wusste, woher es kam. Bei der letzten Hütte im Schöttl klopfte es an das Fenster und rief hinein, die Leute mögen nichts dawider haben, denn er komme morgen auf seinem großen Rosse angeritten und sie sollen sich vorsehen. Dann eilte es dem Wildsee am Hohenwart zu und verschwand darin, wie einige nachgeschlichene Burschen bemerkten. Tags darauf ging am Hohenwart und im Schöttl ein starker Wolkenbruch nieder. Dadurch begann der Schöttlbach mächtig anzuschwellen; mit besonderer Wucht entwurzelten die Fluten des immer höher steigenden Baches Bäume und rissen große Felsblöcke mit sich.
Erschreckt flüchteten sich die Bewohner auf die umliegenden Gebirge und sahen hinab, wie das entfesselte Element mit furchtbarer Wut alles vernichtete und mit sich fortriss. Als endlich das Wasser sich allmählich wieder verlaufen hatte brachten atemlos herbeieilende Hirten die erschreckliche Kunde, dass aus dem Wildsee ein hässlicher Riesenwurm mit Krallfüßen versehen, hervorgebrochen sei und bereits einige Rinder, wie auch einen Menschen verschlungen habe. Lange Zeit trieb das gefräßige Untier hier sein Unwesen, bis sich die Bauern endlich beratschlagten, wie sie sich von diesem befreien könnten. Da alle Versuche den Lindwurm zu töten oder zu vertreiben scheiterten, wollten es die Leute mit einer List versuchen. Vor einem Gewitter trieben sie ein Rind in die Nähe der Behausung des Lindwurmes, welches dieser auch sogleich verschlang und sofort wieder im See untertauchte. Kaum war das Untier unter dem Wasserspiegel verschwunden, kippten die Leute gebrannten Kalk in den See. Zischend und schäumend spritzte das Wasser in die Höhe und nahm eine trübe Färbung an. Den Lindwurm schien diese Beimischung nicht zu stören; er verschwand wie sonst im unterirdischen Abflusse. Als aber die Sonnenstrahlen wieder durch das Gewölke drangen, kündigte ein weithin hörbares Schnauben den Bewohnern an, dass ihre List misslungen sei. Kurze Zeit darauf erschien abermals das rote Männchen im Schöttelgraben. Jammernd erzählte es, dass seinem Lieblingspferde Gefahr drohe und bat diesem kein Leid anzutun. Tags darauf wurde der Lindwurm auf seinem Raubzug von einem schweren Gewitter überrascht und schaffte es nicht mehr sich in Sicherheit zu bringen. Die Wassermassen rissen das Untier bis in den Grössingwald mit sich, wo es schließlich bewusstlos liegen blieb. Da der Rückweg durch Geröll und Baumstämme versperrt war, konnten die Bewohner den Lindwurm erschlagen. Wie das Volk sich erzählt, soll lange Zeit hindurch im Grössingwalde zwischen Weg und Bach das Gerippe eines Tieres gelegen sein, durch dessen Augenhöhlen Schafe und Ziegen schlüpfen und unter dessen Rippen bequem einige Rinder stehen konnten.

### Holzknechthütte
Die Holzknechthütte liegt in einem Waldstück neben dem Schloss Rothenfels.

#### Die Holzknechthütten-Sage

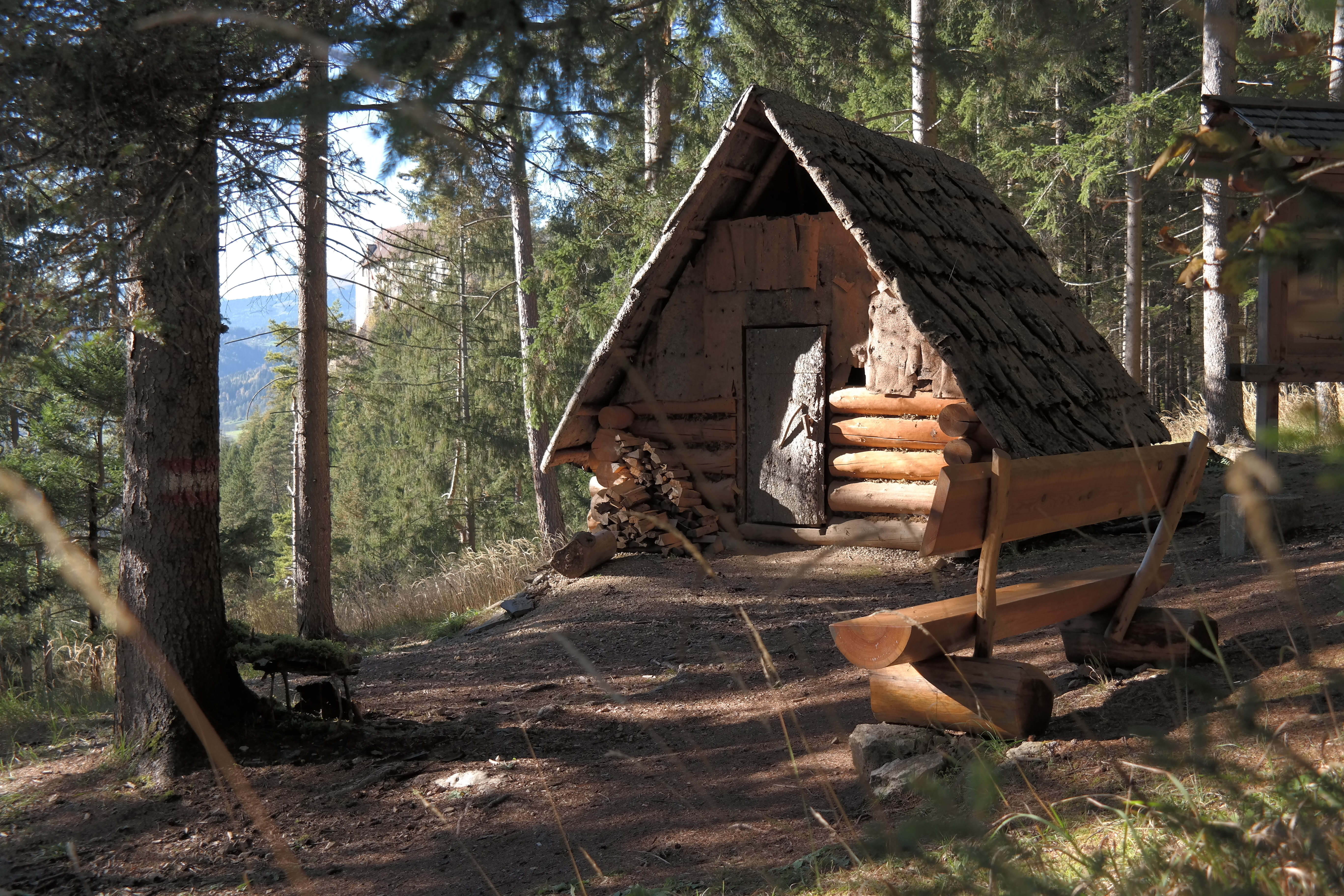
Holzknechthütte – Station des Rundwanderweges „Sagenhaftes Wölzertal“

In Hinterburg stand einmal eine Holzknechthütte, in der es immer spukte. Sobald sich die Holzknechte zur Ruhe begeben hatten, fing es in den alten Balken zu ächzen und zu krachen an. Der Spuk erreichte um Mitternacht seinen Höhepunkt. Die Holzknechte standen dann auf und besprengten die Stube mit Weihwasser, worauf Ruhe einkehrte.
Eines Tages erkrankte einer der Holzknechte und einer aus einer anderen Gegend musste für ihn einspringen. In der Nacht wurde auch er durch den Spuk geweckt und sah, wie die Anderen das Weihwasser versprengten. „Warum tut ihr das, warum schaut ihr nicht nach, woher die Geräusche kommen?“ fragte der fremde Holzknecht.
In der darauffolgenden Nacht, als der Spuk wieder begann, ging er in den Raum, wo die Holzknechte zu essen pflegten. Als er eintrat, sah er, dass dort alles in einen grauen Nebel gehüllt war. Furchtlos ging der Holzknecht zum Tisch und riss die Tischlade auf. Da sprangen ihm drei große, weiße Mäuse entgegen, die daraufhin eiligst aus der Stube liefen. Sie verschwanden auf Nimmerwiedersehen und der Spuk hatte von da an ein Ende.

### Fenstersturz
Die Station zum Fenstersturz von Rothenfels befindet sich in einem Waldstück unterhalb der Burg Rothenfels.

#### Die Fenstersturz-Sage

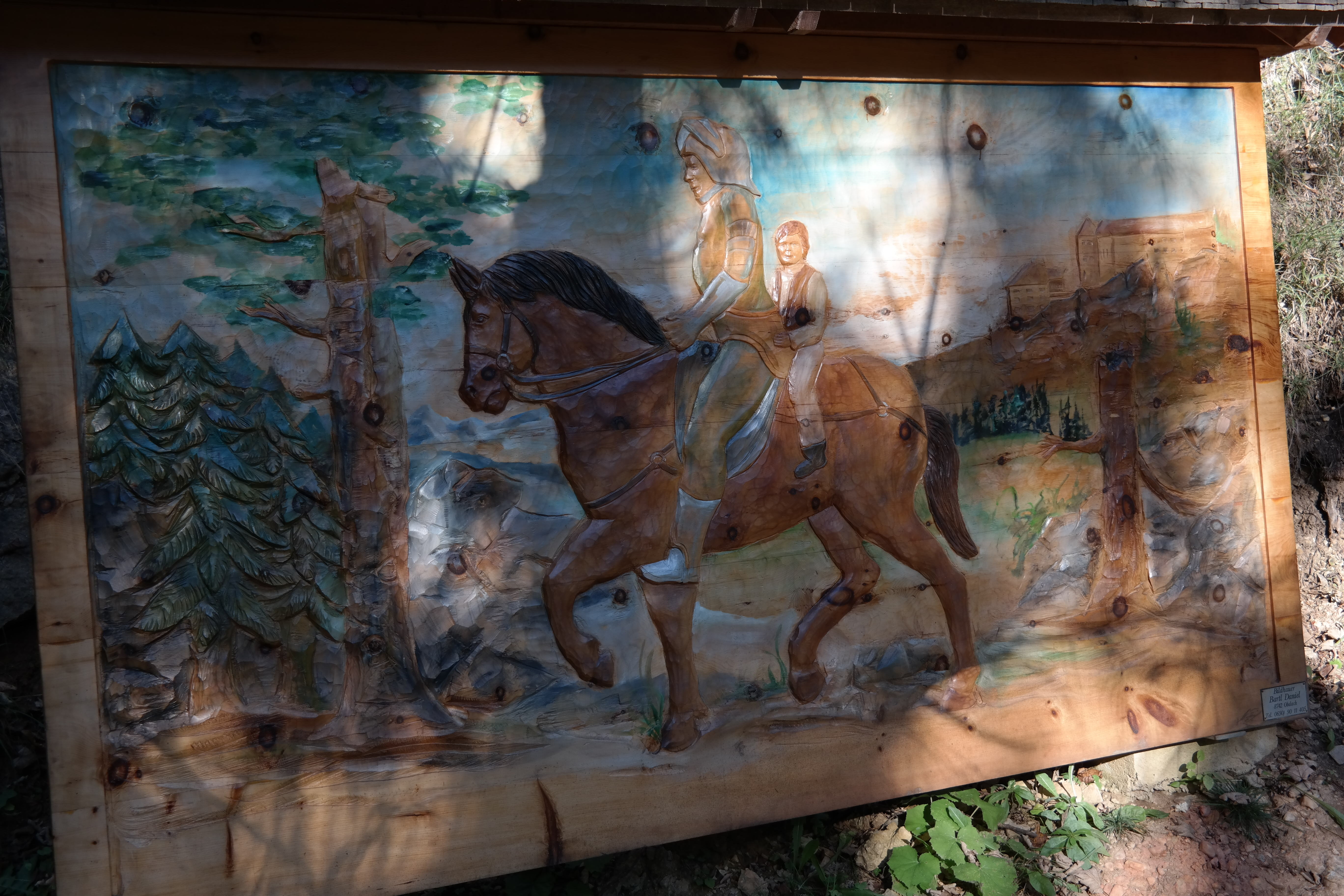
Fenstersturz – Station des Rundwanderweges „Sagenhaftes Wölzertal“

Einst lebte vor mehreren Jahrhunderten auf dem Schloss Rothenfels ein edler Burggraf. Er stammte aus dem ritterlichen Geschlecht der Welzer. Sowohl von seinen Vorgesetzten geehrt, ward er auch von den Untergebenen wegen seiner Milde, Herzensgüte und Gerechtigkeit allgemein geliebt und geachtet. Ihm zur Seite stand eine holdselige und tugendhafte Gattin und diese wie auch ein fünfjähriges, munteres Knäblein machten des Burggrafen ganze Freude und Seligkeit aus. Einst sprengte der Ritter auf mutigem Ross, umgeben von seinen Knappen und Reisigen, aus dem Schlosshofe und die Straße hinab dem nahe gelegenen Städtchen Oberwölz zu. Freundlich nickte der Ritter den ihn ehrerbietig grüßenden Bürgern zu und an ihrer Spitze zog er dem Bischof von Freising entgegen.
Oben im Schlosse aber saß die holde Frau und spielte mit ihrem munteren Knaben. Zeitweilig lugte sie durchs Fenster auf die Straße hinab, auf welcher der festliche Zug daherkommen sollte. Endlich kam er heran, immer näher und näher, und bald konnte sie aus dem bunten Gewühl der Menge ihren Gemahl unterscheiden, wie er dem Bischof zur Seite ritt und dieser sich mit ihm unterhielt. Und als der Zug dem Schloss nahe war, da hob sie den Knaben empor auf den breiten Fensterrand, auf dass er hinabschaue und sich ergötze an der Herrlichkeit des festlichen Zuges da drunten tief im Tale. In seiner Freude aber drängte sich der rasche Knabe zu nahe an die Mutter, entglitt ihren schützenden Armen und stürzte über den steilen Felsen in die furchtbare Tiefe hinab. Starr und von Entsetzen ergriffen, sah der Ritter den Sturz seines einzigen geliebten Kindes, während die Menge ihren Schrecken durch lauten Aufschrei kundgab. Hastig spornte er sein Pferd und sprengte in die Nähe der Stelle, wo der zarte Sprössling seiner Liebe in seinem Blute liegen mochte; ihm folgte eiligst mit seinen Begleitern der würdige Bischof. Vor dem Dickicht, das den Fuß des steilen Felsens umgibt, sprangen sie aus den Sätteln und begannen sich durch das Gestrüpp den Weg zu der Leiche des unglücklichen Kindes zu bahnen. Die Vorsehung aber hatte ihre schützende Hand über das unschuldsvolle Knäblein ausgebreitet und nicht gewollt, dass der Junge stirbt. Als der Vater mit schreckerfülltem Herzen, der Bischof und die übrigen Begleiter der Stelle sich nahten, wo der Knabe liegen mochte, fanden sie ihn nicht tot, sondern fröhlich und munter und mit den umherliegenden Steinen spielend. Ein Fichtenbaum hatte mit seinen weiten Ästen das stürzende Kind aufgefangen und es so, die Wucht des furchtbaren Sturzes mildernd, sanft auf den Boden niedergleiten lassen. Innig und gerührt drückte der glückliche Vater das auf solch wunderbare Weise gerettete Kind an sein Herz und jubelnd zog nun der Zug weiter den Weg zur Burg hinauf.
Zum Andenken an diese Begebenheit ließ der Ritter in einer Felsnische nächst der Straße ein auf Holz gemaltes Bild anbringen, das noch gegenwärtig zu sehen ist.

### Christnacht
Die Station zur Christnacht-Sage befindet sich ebenfalls in einem Waldstück unterhalb der Burg Rothenfels.

#### Die Christnacht-Sage

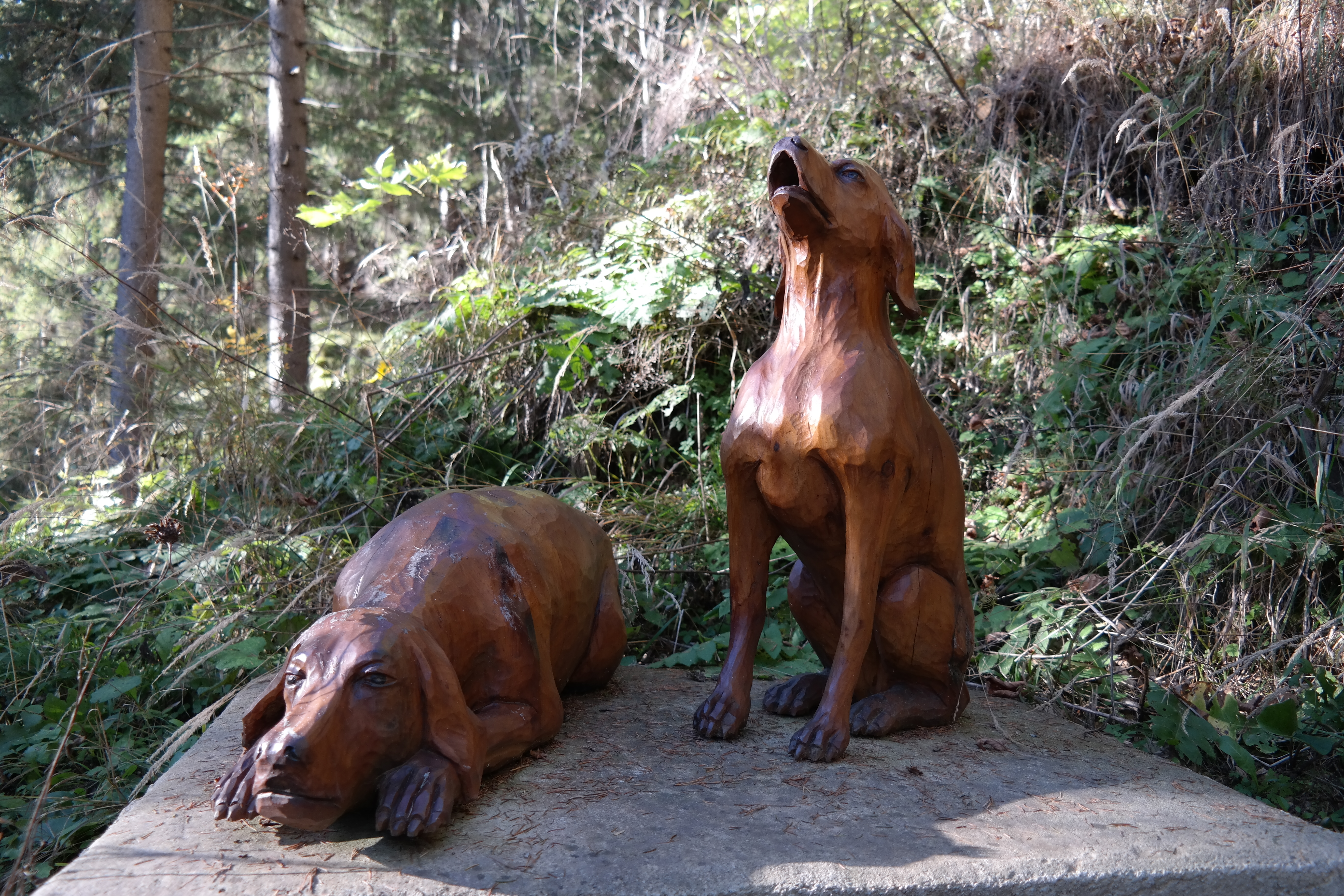
Christnacht – Station des Rundwanderweges „Sagenhaftes Wölzertal“

Beim Wirt vlg. Sagmeister in Winklern saßen einmal am Heiligen Abend einige Burschen um den Wirtshaustisch und schlossen eine Wette ab. Sie wetteten, dass sich keiner der Anwesenden getrauen würde, in der Christnacht zur Petzenhütte in die Hinteregger-Alm zu gehen. Derjenige, der es wagen würde, müsse von dort zum Beweis den Rührkübel mitbringen.
Ein unerschrockener Bauernbursch nahm die Wette an und machte sich sogleich mit seinem „Vieräugl-Hund“ auf den Weg. Dieser hatte seinen Namen daher, weil er oberhalb eines jeden Auges einen schwarzen Fleck hatte, so dass er aussah, als ob er vier Augen hätte. Als der Bursch bei der Hütte angekommen war, band er seinen Hund davor an einen Holzpflock. Dann ging er hinein, um sich den Rührkübel zu holen. Nachdem er wieder vor die Hütte trat, waren dort plötzlich zwei Hunde angebunden. Die beiden sahen ganz gleich aus und der Bauernbursch wusste nicht, welcher der beiden ihm gehörte. Der eine Hund saß traurig da und ließ den Kopf hängen, der zweite aber sprang mit freudigem Gebell an ihm hoch. Da dachte sich der Bursch: „Jener ist sicher mein Hund“, und band ihn los.
Lustig sprang dieser nun neben seinem Herrn her. Aber plötzlich wurde er größer und zog immer stärker an der Leine. Da wurde dem Burschen angst und bang.
Er lief zurück zur Hütte und hängte das Untier wieder an den Holzpflock. Jetzt wusste er auch, warum sein eigener Hund so traurig geschaut hatte. Eilig band er diesen los und lief, so schnell er konnte, heim zu.
Schweißgebadet kam er im Wirtshaus an, wo er seinen Kameraden von seinem unheimlichen Erlebnis berichtete.

### Springwurzel
Ebenfalls im Wald unter der Burg Rothenfels befindet sich die Station zur Springwurzel-Sage.

#### Die Springwurzel-Sage

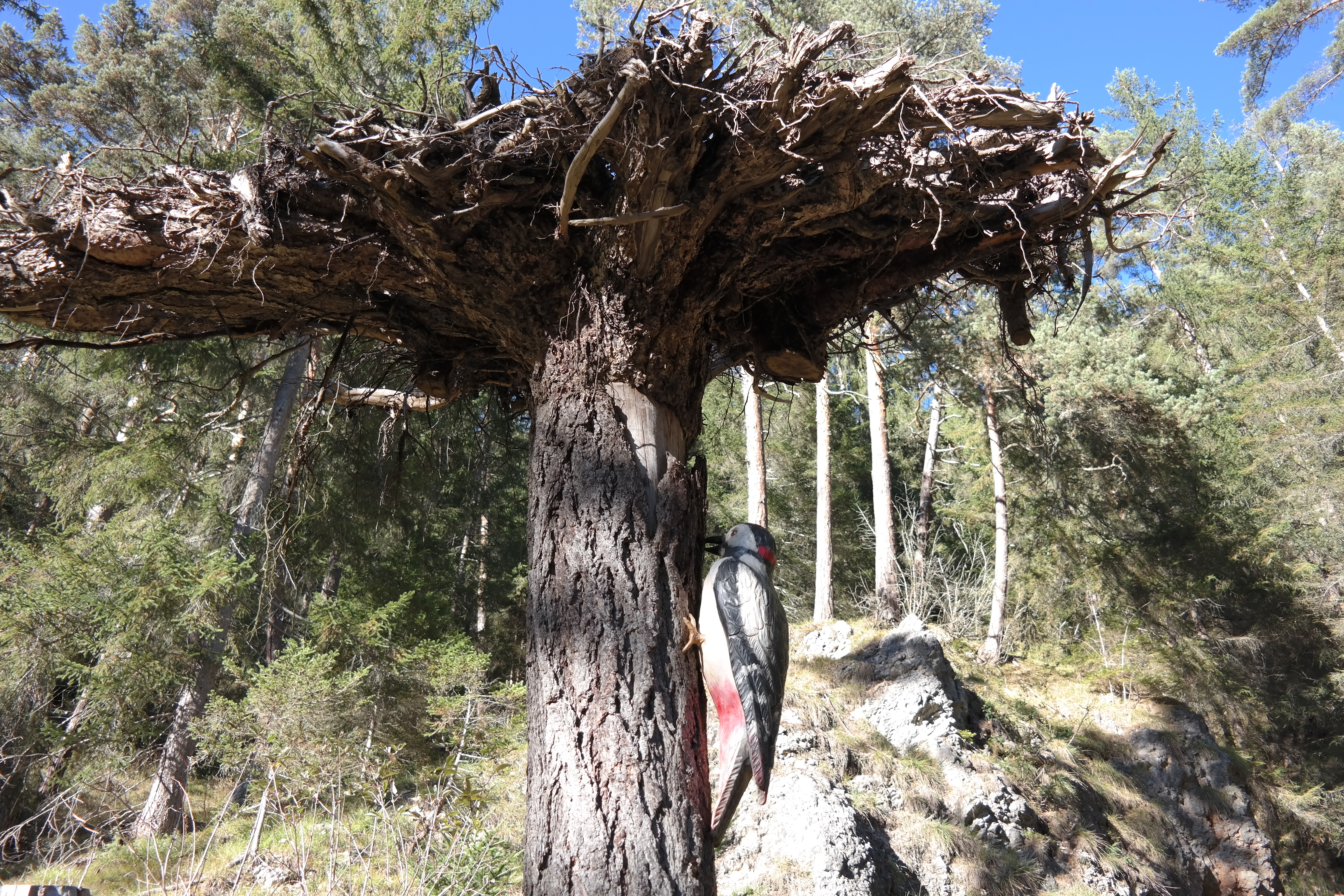
Springwurzel – Station des Rundwanderweges „Sagenhaftes Wölzertal“

Zur Gemeinde Winklern bei Oberwölz gehört unter anderem auch der Eselsberger Graben. Dort entdeckte einst ein Hirtenknabe in einem Baum das Nest eines „Baumhackls“ (das ist ein Specht). „Holla“, dachte sich der überaus pfiffige Junge, „wenn ich das Nestloch tüchtig verkeile, wird der Specht sicher nach einer Springwurzel suchen, um damit das Loch wieder zu öffnen“. Gedacht, getan! Der Knabe schnitzte sich ein Holzstück zurecht und verschloss damit das Nestloch. Dann legte er sich unter den Baum um auf die Rückkehr des Spechtes zu warten.
Als der alte Specht nach einer Weile zu seinem Nest zurückkam und das Nestloch verkeilt fand, flog er gleich wieder davon. Nach einiger Zeit kam er zurück und trug im Schnabel eine seltsam geformte Wurzel. Mit dieser berührte er den Keil, der mit einem leichten Knall sofort heraussprang. Dabei fiel die Wurzel zu Boden und hui, schon war sie in der Hand des Buben, der schleunigst damit davonlief. Mit dieser Springwurzel wäre es dem Buben möglich gewesen, verborgene Schatzhöhlen zu finden und zu öffnen und er wäre bald ein reicher Mann. Da der Junge aber recht boshaft und verdorben war, benützte er die Wurzel nur dazu, den Leuten ihr hart erspartes Geld aus ihren versperrten Truhen und Kästen zu stehlen. So wurde er ein gefürchteter Dieb und Einbrecher, der schließlich, als das Maß seiner Untaten übervoll war, verhaftet und ins Gefängnis gesteckt wurde. Als ihn die Gerichtsdiener in der Zelle gründlich untersuchten, fanden sie auch die seltsam geformte Wurzel, warfen sie aber achtlos zum Fenster hinaus, weil sie deren geheimnisvolle Kraft nicht kannten. In diesem Augenblick kam der Baumhackl geflogen, hob die Wurzel mit seinem Schnabel auf, flog damit davon und wurde nie mehr gesehen. Seither hat auch kein Mensch mehr die Springwurzel gefunden. Der ehemalige Hirtenknabe aber wurde als hartnäckiger Dieb und Einbrecher zum Tode verurteilt und büßte seine Untaten auf dem Galgen des Hochgerichtes.

### Blaues Törl
Die Station zur Sage des Blauen Törls befindet sich neben einem Radweg unterhalb der Burg Rothenfels. Im Jahr 2014 wurde der Sagenweg durch die Station Blaues Törl (Originalschauplatz) ergänzt.

#### Die Sage vom Blauen Törl

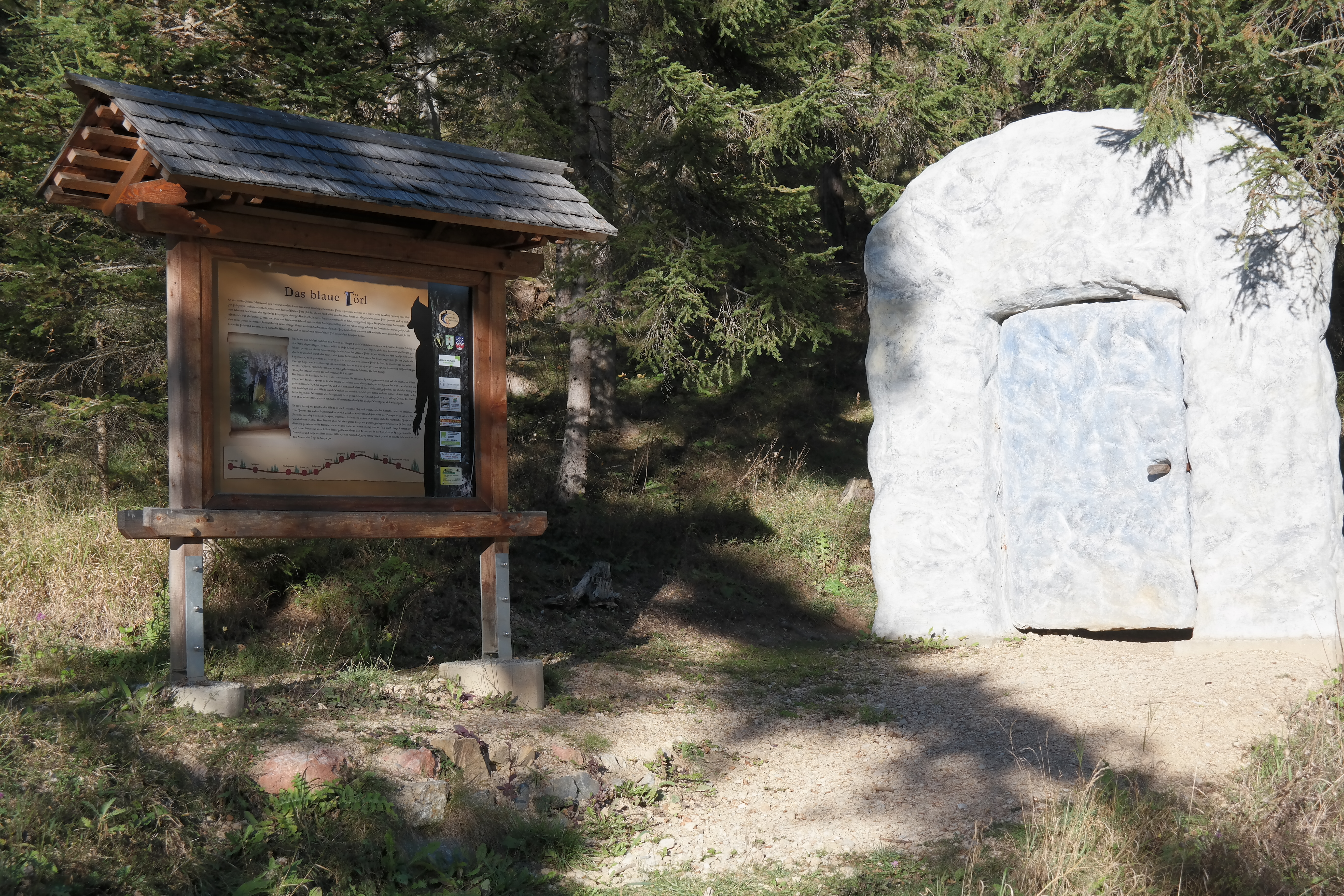
Blaues Törl – Station des Rundwanderweges „Sagenhaftes Wölzertal“

An der nordöstlichen Felsenwand des Gaistrumerofens kann man einen bläulich scheinenden Fleck entdecken, welcher sich durch seine dunklere Färbung vom übrigen Felsgestein auffallend abhebt und einem halbgeöffneten Tore gleicht. Dieser Fleck wird von den Bewohnern der Gegend das "blaue Törl" genannt und ist nach dem Glauben des Volkes der mystische Eingang zu einer großen Höhle, in deren Innerem unermessliche Schätze aufgehäuft liegen. Die Pforten dieser Zauberhöhle öffnen sich nur alle 100 Jahre, und zwar am Sonnenwendabend kurz vor dem Ave-Maria-Geläut und am Palmsonntag während der Passion; aber nur derjenige, welcher seine ganze Lebenszeit hindurch sich keine einzige Sünde, weder in Gedanken noch in der Tat, zu Schulden kommen ließ und unbewusst zu solcher Zeit in die Nähe der Felswand kommt, sieht dann die Höhle offen, und er allein kann hierauf einen Teil des reichen Schatzes heben.
Ein Bauer aus Schöttl, welcher den Armen der Gegend viele Wohltaten erwiesen und, weil er keinem Dürftigen eine Bitte abgeschlagen, dadurch selbst in tiefe Armut geraten war, lagerte sich, von Kummer und Sorgen gedrückt, gerade an einem Palmsonntag in der Nähe des „blauen Törls“. Etwas abseits von ihm rieselte eine kleine Quelle murmelnd durch das sanfte, den Rasen bedeckende Grün. Doch der Bauer hatte weder für die Quelle ein Augenmerk, noch gewahrte er, dass er sich in der Nähe des „blauen Törls“ befand. Er überdachte nur seine traurige Lage, und es schmerzte ihn unendlich, dass er nun nicht mehr vermochte, die Armen und Hilfsbedürftigen zu unterstützen. Plötzlich vernahm er eine geheimnisvolle Stimme, die ihm zurief:

„Hast das Bründl neben dir und waschst dich nicht!“

Der Bauer blickte nach der Seite hin von welcher die seltsame Stimme gekommen, und sah die mystische Höhle offen. Voll Staunen starrte er in das Innere derselben; dann aber gedachte er des Sinnes der Worte, welche ihm die geheimnisvolle Stimme zugerufen, und sich erinnernd, dass er noch nicht Zeit gefunden, die übliche Reinigung des Gesichtes und der Hände durch Waschen vorzunehmen, blickte er ratlos suchend umher, ob ihm nicht in der Nähe irgendein Wässerlein die Gelegenheit dazugeben könnte. Endlich fand er die erwähnte Quelle, die, bisher von ihm unbeachtet, wie ein schmaler Silberstreifen durch das üppige Wiesengrün sich schlängelte.
Er eilte darauf zu, tauchte die Hände in die kristallene Flut und wusch sich das Gesicht. Indessen ertönten vom Turme der nahen Stadtpfarrkirche die Glocken und verkündeten, dass der Priester beim Altar die Passion beendet hatte. Mit lautem, weithin schallendem Gekrache schloss sich die mystische Pforte der wunderbaren Höhle. Dem Bauern aber fiel eine große Gerte aus purem, gediegenem Golde zu Füßen, und dieselbe geheimnisvolle Stimme, die er schon früher vernommen, rief ihm zu: „Zu spät! Hast's überseh'n!“ Der Bauer baute aus dem Erlöse dieser goldenen Gerte den Kreuzaltar in der Spitalkirche St. Sigismund in Oberwölz und hatte seitdem wieder Glück; seine Wirtschaft ging rasch vorwärts und er konnte bald nach wie vor den Armen der Gegend Gutes tun.

### Friedhofsboden
Die Station zur Sage des Friedhofsbodens befindet sich nahe der östlichen Ortseinfahrt von Oberwölz.

#### Die Friedhofsboden-Sage

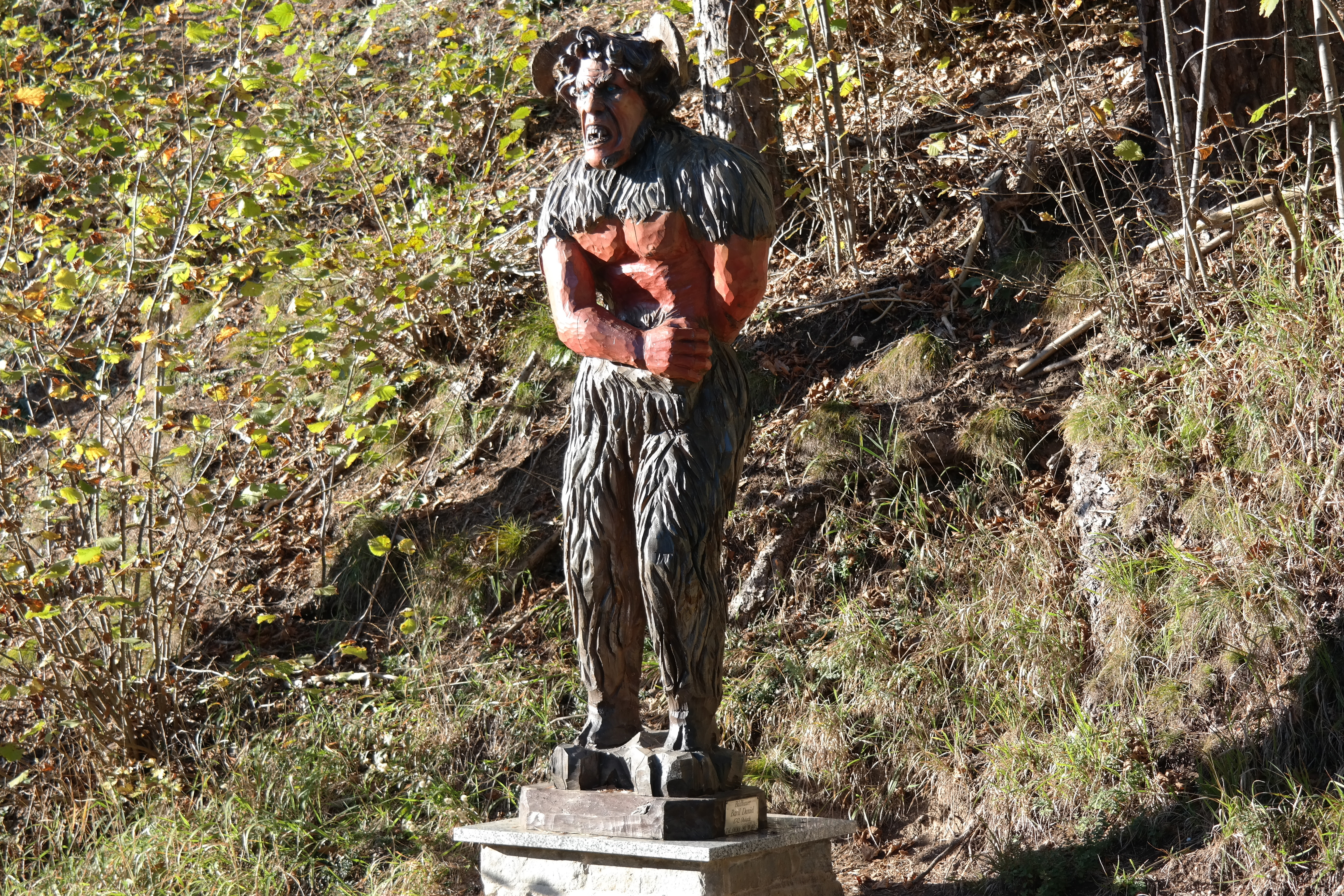
Friedhofsboden – Station des Rundwanderweges „Sagenhaftes Wölzertal“

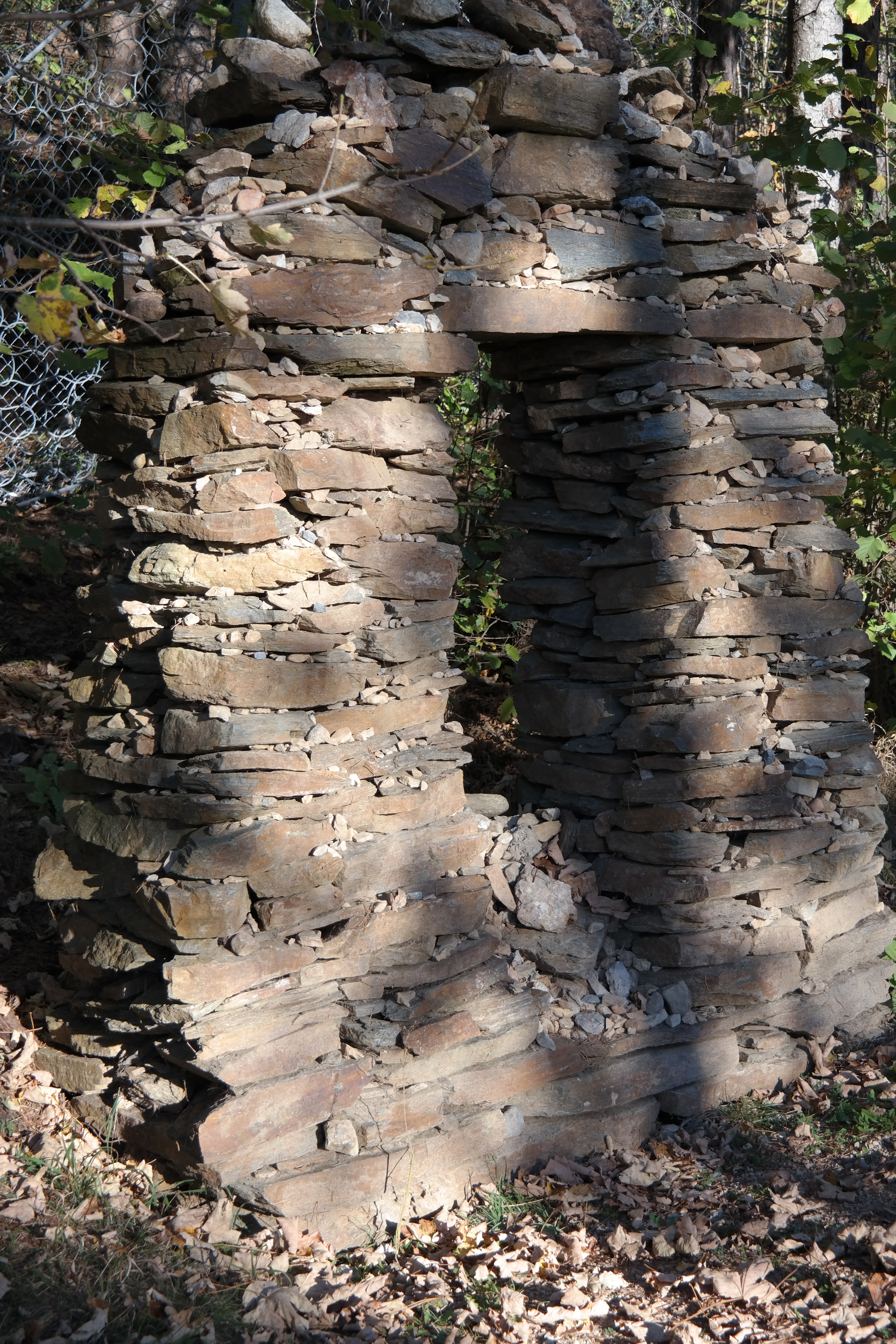
Friedhofsboden – Station des Rundwanderweges „Sagenhaftes Wölzertal“

Hoch oben auf der Alm, wo die Roßalpe und Geißtrummer Alm aneinandergrenzen, ist ein schönes Rasenstück das der Friedhofsboden genannt wird. Einige alte Bauern wissen noch, wie der Ort zu seinem Namen kam:
Dort saß einmal der Viehhalter von der Roßalpe und jauchzte. Da hörte er auch vom Tal herauf jemanden jauchzen. Übermütig rief der Halter hinunter, der, der da gejauchzt habe, möge nur heraufkommen. Es kam ein fremder Bursch herauf und forderte den Halter auf, er solle mit ihm ringen. Da fingen die beiden zu ringen an. Nach langem Kampf bekam der Freund die Oberhand und zerriss dem Halter den Rücken. Der fremde Bursch war der Teufel gewesen. Als die Bauern den Halter fanden, wussten sie gleich, wer den Armen so zugerichtet hatte. Sie spannten ein paar Ochsen ein und ließen sie hingehen, wohin sie wollten. Wo sie das erste Mal stehenblieben, wurde der Halter begraben. Seither heißt jener Almboden „Friedhofsboden“. Ein großer Steinhaufen zeigt heute noch die Grabstelle an, der im Laufe der Zeit die Form eines Torbogens annahm, denn jeder Mensch, der dort vorübergeht, soll einen Stein dazulegen.

### Wildfrauen
Die Station zur Wildfrauen-Sage befindet sich hinter einer Kapelle neben der Musikhauptschule Oberwölz.

#### Die Wildfrauen-Sage

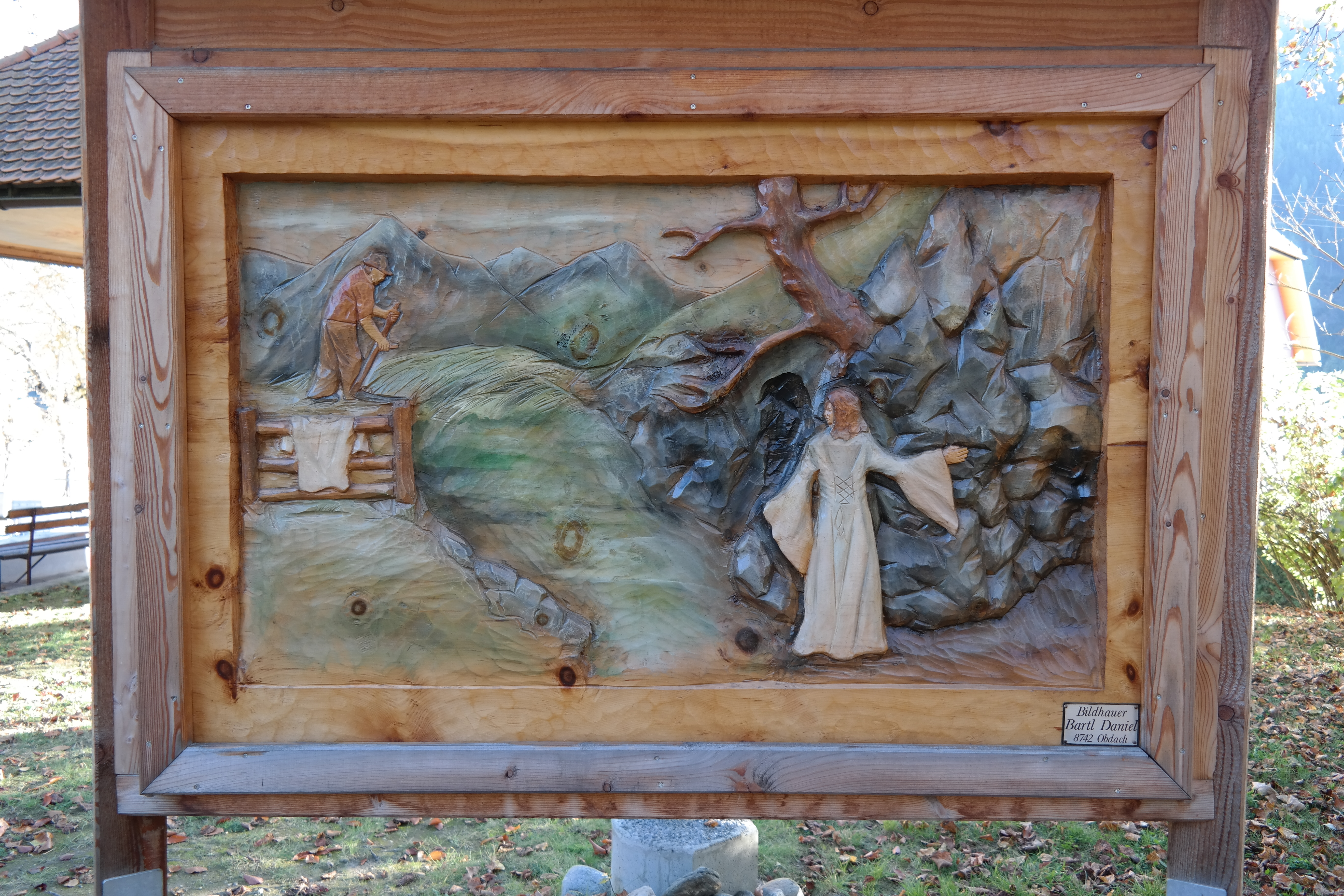
Wildfrauen – Station des Rundwanderweges „Sagenhaftes Wölzertal“

Wo ein kleiner Sattel den Übergang vom Dürnberg in der Gemeinde Schönberg-Lachtal nach Oberwölz bildete, befand sich einst ein Bauernhof mit dem Vulgonamen „Luagi“. Sicher trug der Hof seinen Namen deshalb, weil man von ihm aus eine wunderbare Fernsicht ins Wölzertal genießen konnte. In der Nähe des Luagi wohnten einst in den Felshöhlen des Dürnberges die Wild- oder Waldfrauen, die sehr hilfsbereit waren, den Menschen ringsum viel Gutes taten und sie mit ihrem wunderschönen Gesang erfreuten. Sie waren auch sehr kräuterkundig und bewahrten das Vieh der Bauern vor dem Absturz.
Ein Knecht, der in der Nähe des Luagi arbeitete, schwitzte recht arg, weil die Sonne heiß auf ihn herniederbrannte. Er zog seine Pfoard aus und hängte sie auf eine Zaunhecke. Das Hemd war sehr schmutzig und auch schon ziemlich zerrissen. Als er es am Abend nach getaner Arbeit wieder holen ging, war es blütenweiß und fein säuberlich geflickt. Diese gute Tat konnten nur die schönen Wildfrauen getan haben. Ein Sohn des Bauern vlg. Hipfl meinte einmal zu seinen Kameraden, er werde schon dahinter kommen, wie es hinter den Felsen in den Höhlen, wo die Wildfrauen wohnten, aussehe. Eines Tages überraschte der Bursche die holden Fräulein bei ihrem wunderschönen Gesang vor der offenen Eingangspforte und begehrte frech Einlass in ihre Gemächer. Schweigend gewährten die Wildfrauen den Wunsch des Bauern und nahmen ihn mit in ihre Höhlen. Drinnen erblickte er nun unermesslich wertvolle Schätze. Der Bursche wurde köstlich bewirtet und sodann wieder ins Freie geleitet. Vorübergehende Leute fanden ihn am späten Nachmittag zu Füßen eines mächtigen Felsblockes sitzen, der Bauer war jedoch stumm und blind. In seiner rechten Hand hielt er ein langes, goldenes Frauenhaar, ein Geschenk der Wildfrauen. Die hilfsbereiten Fräulein hausten noch lange Zeit im Dürnberg, aber als nach vielen Jahren die sogenannten „Flatschen“ oder Wurzhörner (Blasinstrumente aus Fichtenholz) aufkamen, verließen sie über Nacht die Gegend. Sie konnten nämlich am sehr schönen Klang dieser Instrumente keinen Gefallen finden. Niemand wusste wohin die Wildfrauen gezogen waren. Auch der Bauernhof vlg. Luagi verfiel nach und nach, und niemand weiß mehr genau, wo dieser einst gestanden ist.

### Blaues Törl (Originalschauplatz)

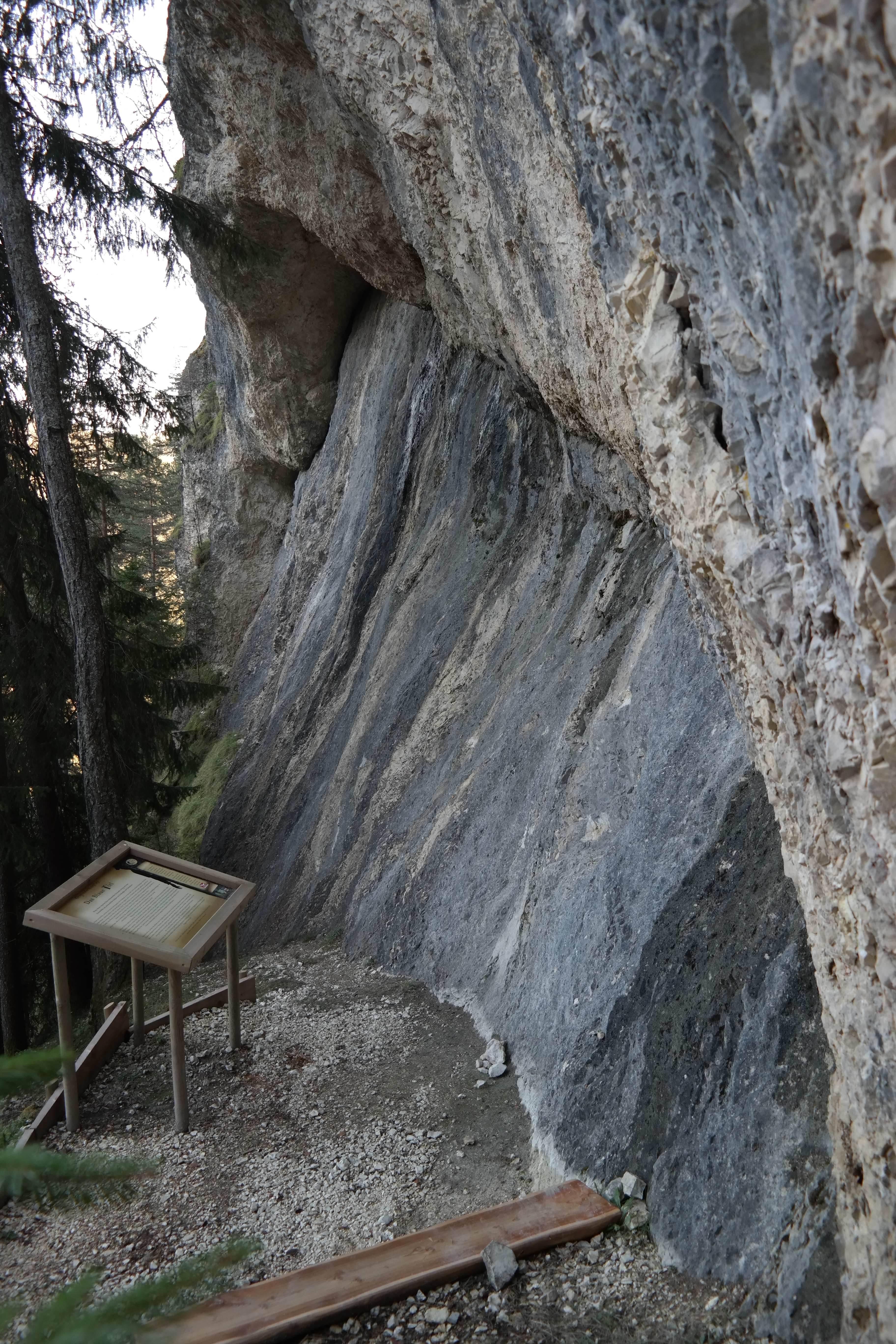
Blaues Törl Originalschauplatz – Station des Rundwanderweges „Sagenhaftes Wölzertal“

Im Jahr 2013 wurde der Originalschauplatz zur Sage des Blauen Törls von der Landjugend Oberwölz erschlossen und schließlich 2014 eröffnet. Die Erweiterung ist 1,8 km lang, der Höhenunterschied beträgt 230 Meter.